# Charles Seltman
Charles Theodore Seltman, PhD, (Paddington, 4 agosto 1886 – Cambridge, 28 giugno 1957), è stato uno storico, numismatico, archeologo e scrittore britannico.

## Biografia
Seltman era figlio di Ernest John Seltman e di Barbara Smith Watson da Edimburgo.  Studiò alla Berkhamsted School e durante la prima guerra mondiale fece parte del Suffolk Regiment in Francia.  Sposò Isabel May Griffiths Dane, nipote di Sir Louis Dane, nel 1917 e nel 1918 fu ammesso alla Cambridge University dove si specializzò in archeologia.
È noto per la sua teoria che società autoritarie producono arte astratta mentre società libere producono arte realistica.
È stato fellow del Queens' College, Cambridge e un University Lecturer in studi classici; ebbe il titolo onorario di Doctor of Literature (Litt.D.).
Nel 1945 gli fu conferita la medaglia della Royal Numismatic Society e nel 1944 la Archer M. Huntington Medal.
Morto alla fine di giugno del 1957, fu cremato al Cambridge Crematorium (Cambridgeshire) il 1º luglio 1957.

## Opere
- The Temple Coins of Olympia, Greece, 1921
- Eros: In Early Attic Legend & Art, 1923
- Athens, Its History & Coinage before the Persian Invasion, 1924
- Attic Vase Painting Martin Classical Lectures, Volume III, 1933
- Masterpieces of Greek Coinage, 1946
- Greek Art, 1947, with Chittenden, Jacqueline
- Approach to Greek Art, 1948
- A Pictorial History of the Queens' College, Cambridge 1448–1948, with Browne, A.D, 1948
- A Book of Greek Coins, 1952
- The Twelve Olympians, Gods and Goddesses of Greece, 1952
- Greek Coins, 1955
- Women in Antiquity, 1956
- Wine in the Ancient World, 1957
- Riot in Ephesus; Writings on the Heritage of Greece, 1958